# The Crimson Armada
The Crimson Armada est un groupe de heavy metal américain, originaire de Columbus, dans l'Ohio. Le groupe se forme initialement Westerville en 2007, mais après plusieurs live shows et démos le groupe devient inactif. Après une montée de la musique, le groupe se reforme un an plus tard. Selon AllMusic, le groupe se trouvait « sur une marche grandissante dans le monde du metal extrême ». Les paroles du groupe se centrent sur des thèmes spirituels.

## Biographie

### Formation etGuardians(2007–2010)
Le groupe se forme initialement Westerville en 2007, mais après plusieurs démos et live shows avec des groupes comme The Black Dahlia Murder et It Prevails, le groupe devient inactif au début de 2008. The Crimson Armada se reforme plus tard à Columbus, dans l'Ohio. En été 2008, le groupe signe avec le label Metal Blade Records et en juillet 2009, le groupe publie son premier album, Guardians. Après la publication de l'album, le groupe part en tournée avec notamment The Chariot, et Mychildren Mybride. En été 2010, le groupe joue au Scream the Prayer Tour.

### Convictionet séparation (2011–2012)
En janvier 2011, The Crimson Armada signe un nouveau contrat avec le label Artery Recordings, et annonce un nouvel album intitulé Conviction, qui est publié le 21 juin 2011. L'album contient une chanson en featuring avec Andy Adkins de A Plea for Purging (chant) intitulée Composed of Stone, et une chanson en featuring avec Levi Benton de Miss May I (chant) intitulée Napalm.
The Crimson Armada joue le 14 avril la même année au New England Metal and Hardcore Festival annuel, un festival de trois jours. Ils jouent aussi en tournée avec MyChildren MyBride, Impending Doom, This or the Apocalypse. En février 2012, Brandon McMaster quitte le groupe, expliquant que The Crimson Armada était « trop metal pour un groupe. » Il est remplacé par le guitariste Cye Marshall.
Le 29 octobre 2012, le groupe annonce un nouveau projet parallèle de Saud appelé The Holy Guile, auquel il participe à plein temps avec de nouveaux membres, et que The Crimson Armada ne publiera aucun nouvel album.

## Membres

### Derniers membres
- Saud Ahmed – chant, clavier, programmation (2007–2012)
- Cye Marshall – guitare solo (2012)
- Dan Hatfield – guitare rythmique, chœurs (2007–2012)
- Michael Cooper – guitare basse (2012)
- Jordan Matz – batterie, percussions (2012)

### Anciens membres
- Brandon McMaster – guitare solo, chant clean (2010–2012)
- Kyle Barrington – guitare solor (2007–2009)
- Josh Jardim – guitare solo (2009–2011)
- Scott Ulliman – guitare basse (2007–2008)
- Chris Yates – guitare basse, chœurs (2008–2011)
- Colin Casto – chant (2007–2008)
- Kevin Lankford – guitare basse (2011–2012)
- David Puckett – batterie (2007–2011)

## Discographie

### Albums studio
- 2009 : Guardians
- 2011 : Conviction

### EPs
- 2009 : Behold the Architect (auto-produit)
- 2010 : Demo 2010 (auto-produit)

## Vidéographie
- The Serpent's Tongue
- Forgive Me